# Лапшов, Анатолий Петрович
Анато́лий Петро́вич Лапшо́в (14 декабря 1948, Ленинград — 3 сентября 2020, Санкт-Петербург) — советский и российский кинооператор.

## Биография
Родился 14 декабря 1948 года в Ленинграде. Обучался на факультете оборудования киноустановок Ленинградского кинотехникума (окончил в 1968 году), позднее поступил на операторский факультет ВГИКа (окончил в 1976 году). Педагогами Лапшова во ВГИКе были А. Гальперин и М. Пилихина.
С 1976 года работал на киностудии «Ленфильм». С 2009 года преподавал в Высшей школе режиссёров и сценаристов (Санкт-Петербург).
Член Союза кинематографистов СССР (Ленинградское отделение).
Скончался 3 сентября 2020 года.

## Фильмография
Оператор
- 1976 — Леший (короткометражный)
- 1977 — Беда (совм. с Н. Строгановым)
- 1978 — Хористка (короткометражный)
- 1979 — Завтрак (короткометражный)
- 1980 — Приключения Шерлока Холмса и доктора Ватсона (телефильм; совм. с Ю. Векслером)
- 1980 — Соло (короткометражный)
- 1981 — Огонь (короткометражный)
- 1981 — Штормовое предупреждение (совм. с В. Комаровым)
- 1982 — Новоселье (короткометражный)
- 1983 — Объездчик, в киноальманахе «Особый случай»
- 1986 — Голос, в киноальманахе «Исключения без правил» (телевизионный)
- 1986 — Праздник Нептуна
- 1987 — Единожды солгав
- 1988 — Господин оформитель
- 1988 — Фонтан
- 1989 — Мелкий бес (короткометражный)
- 1989 — Рычаги (короткометражный)
- 1991 — Сады скорпиона (неигровой)
- 1992 — Комедия строгого режима
- 1992 — Река Оккервиль (Нидерланды/Россия)
- 1993 — Окно в Париж (Россия/Франция)
- 1994 — Амок (фильм-опера, фильм-спектакль)
- 1994 — Батман (короткометражный)
- 1997 — Грешная любовь
- 1999 — Барак (Россия/Германия; совм. с Ю. Клименко)
- 2000 — Воспоминания о Шерлоке Холмсе (телесериал; совм. с В. Ильиным, Ю. Векслером, Д. Долининым)
- 2001 — Любовь и другие кошмары (Россия/Германия; совм. с М. Гебелем)

Режиссёр
- 1994 — Амок (фильм-опера, фильм-спектакль)